# Енглеска дијаспора
Енглеска дијаспора састоји се од енглеског народа и њихових потомака који су емигрирали из Енглеске. Дијаспора је углавном концентрисана у деловима света где се говори енглески језик попут САД, Канаде, Аустралије, Новог Зеланда, Шкотске, Ирске, Велса и у мањој мери у Јужној Африци, Јужној Америци (највише у Аргентини и Чилеу) и континенталној Европи.

## Порекло Енглеске империје
Прва организована велика имиграција енглеског народа започела је када су Енглези католици прогоњени, због политике Хенрија VIII Тјудора на земље Хабубурга, на простор најближег католичког интелектуалног центра, Универзитета у Левену (у данашњој Белгији), који је крајем 1540. године био бастион ултра-ортодоксије. Ово је удвостручило још један талас емиграције под још радикалнијим протестантским режимом Едварда VI Тјудора.

## Године великих открића
Након доба великих географиских открића, народи Енглеске били су међу најранијим и далеко највећим заједницама које су емигрирале ван Европе, а проширење Британске империје током прве половине 19. века имало је изузетан утицај на ширење енглеског народа, са посебним концентрацијама у Северној Америци и Аустралији. Британска империја била је "изграђена на таласима миграција у иностранству од стране британског народа", који су напустили Велику Британију, касније Уједињено Краљевство и населили се на три континента. Као резултат британске колонизације Американаца, простор на коме се налазе САД био је највеће појединачно одредиште британских емиграната. У Федерацији Аустралије британске етничке групе су доживеле стопу наталитета, што је довело до тога расељавања аутохтоних Аустралијанаца..

## Америка

### Аргентина
Енглески насељеници стигли су у Буенос Ајрес 1806. године (тада у шпанску колонију) у малом броју, углавном као бизнисмени, када је Аргентина била нација која се развија и досељеници су лепо дочекани због стабилности коју су пре тога довели у комерцијални живот. У 19. веку стигло је доста енглеских породица, а многи су купили земљу да би развили потенцијале аргентинских пампаса за гајење усева. Енглези су основали банке и развили трговину извозом усева и животињских производа и увозили луксуз који су тражили растући аргентински средњи слојеви. Осим оних који су отишли у Аргентину као да би се бавили индустријом и куповали земљишите, многи други су били инжењери железница, грађевински инжењери и радили у банкарству и трговини или као мисионари. Неке енглеске породице су своју мушку децу (описану као црне овце породице) слали у Аргентину, како би окушали срећу у пословима са стоком и пшеницом. Енглески насељеници су увели фудбал у Аргентину Неке енглеске породице су поседовале плантаже шећерне трске.. Неке енглеске породице поседовале су шећерне плантаже у Аргентини. Енглеска култура имала је значајан утицај на културу Аргентине, углавном у средњим класама. Године 1888. локални Англо-Аргентинци су основали Хурлингам клуб, базиран на истоименом који се налази у Лондону. Град Хурлингам, Буенос Ајрес и Хурлингем Патидо у провинцији Буенос Ајрес су преузели нека имена од клуба, за своје клубове. Кордоба клуб, један од најстаријих спортских клубова у Аргентини, основали су 1882. године Енглези који су живели у Кордоби и радили железници. У Аргентини живи око 100.000 људи енглеског порекла.

### Канада
У канадском попису из 2006. године, енглески језик је био најчешће етничко порекло (етничко порекло се односи на етничку или културну групу којој припадају преци испитаника) које су пописали испитаници: 6.570.015 људи су се изјаснили да имају енглеско порекло или се скроз изјашњавају као Енглези, што је 16% становништва Канаде.

### Чиле
Процењује се да је број лица енглеског порекла у Чилеу 700.000, што је 4% националног становништва. Пошто је лука у граду Валпараисо отворила своје обале за слободну трговину 1811. године, Енглези су почели да се насељавају у том граду. Први који су стигли донели су са њима алат, кинеске предмете, вуну и памук, бакар и конопац. Ово је била прва размена онога што би постало дубоко укорењен пословни однос између Велике Британије и Чилеа. У Валпараису, Енглези су направили своју највећу и најважнију колонију, где су отворили школе, друштвене, спортске клубове, пословне организације и периодику. Овај утицај је очигледан у јединственим областима данашњег чилеанског друштва, као што су банка и национална марина, као и у неким друштвеним активностима које су популарне у земљи, као што су фудбал, коњске трке и чај. Енглеза у Аргентини било је 32.000 крајем 19. и почетком 20. века.

### Сједињене Америчке Државе
| 1700*                                            | 200,710    | 80.0%  | [ 19 ] [ 20 ] |
| 1755*                                            | -          | 52.0%  | [ 19 ]        |
| 1775                                             | -          | 48.7%  | [ 21 ]        |
| 1790                                             | 1,897,810  | 48.3%  | [ 22 ] [ 23 ] |
| 1980                                             | 49,598,035 | 26.34% | [ 24 ]        |
| 1990                                             | 32,651,788 | 13.1%  | [ 25 ]        |
| 2000                                             | 24,515,138 | 8.7%   | [ 26 ]        |
| 2010                                             | 25,927,345 | 8.4%   | [ 27 ]        |
| 2020                                             | 46,550,968 | 19.8%  | [ 27 ]        |
| *1700/1755 Енглеска и Велшка популација заједно. |            |        |               |

Енглеска имиграција је на простору данашњих Сједињеним Америчких Држава, почела је почетком 16. века. Волтер Роли је водио експедиције у Северну Америку како би пронашао нова насеља и злато и назвао Вирџинију у част Елизабете I Тјудор. Године 1585., Волтер Роли послао је неколико колониста бродовима у "Нови свет", који су се населили на острву Роаноук. Ту је 1587. године рођена Вирџинија Дер, прво енглеско дете које је рођено у Америци. Први имигранти су мистериозно нестали и колонија Роаноук добила је назив "Изгубљена колонија". Прво енглеско насеље у Америци било је у Џејмстоуну у колонији Вирџиније 1607. године. Уз дозволи Џејмса I Стјуарта, три брода отпловила су из Енглеске и упловила Кејп Генри у Вирџинији у априлу, под командом капетана Кристофера Њупорта, који је ангажован од стране Лондонске компаније да води експедиције у пределима данашње Америке. Године 1630. друга религијска група напустила је Енглеску у потрази за верском слободом. Ова група је названа Пуританцима који су представљали следећи талас енглеске имиграције у Америку. "Велике миграције" између 1620. и 1640. у Америку довеле су до успостављања првих 13 колонија. Процењује се да је преко 50.000 људи путовало 3.000 mi (4.800 km) у Америку током Велике миграције. Већина очева оснивача Сједињених Држава били су енглеском порекла - Бенџамин Френклин, Џорџ Вашингтон, Томас Џеферсон, Џон Адамс и Џејмс Медисон. У анкети о америчкој заједници из 2020. године, Енглези из Америке били су (19,8%) укупне популације Сједињених Држава. Испред Немаца (14,6%) и Ираца (10,5%).

### Аустралија
| 1901* |           | 98.0%          | [ 32 ] [ 33 ] |
| 1930* |           | 80.0%          | [ 34 ]        |
| 1947* |           | 89.8%          | [ 35 ]        |
| 1986 | 6,607,228 | 42.3%          | [ 36 ]        |
| 2001 | 6,358,880 | 33.9%          | [ 36 ]        |
| 2006 | 6,283,647 | 31.6%          | [ 4 ]         |
| 2011 | 7,238,533 | 33.7% or 36.1% | [ 3 ] [ 4 ]   |
| *1901, 1930 укључујући целу популацију Велике Британије. *1947 укључујући Аустралијанце британског порекла. |           |                |               |

Највећи град Аустралије, Сиднеј основала је британска влада као казнена колонија. Посетиоци су описивали Сиднеј, као енглески град најмање првих 50 година након 1788. године, наглашавајући традиционални енглески изглед цркава. Становници прве генерације у Сиднеју, изузев Абориџина који су исчезли, били су претежно Енглези. 160.000 осуђеника дошло је у Аустралију између 1788. и 1850. године. Између 1788. и 1840. године, 80.000 енглеских осуђеника пребачено је у Нови Јужни Велс, највише њих у периоду између 1825. и 1835. године. По попису из Новог Јужног Велса 1846. године, број рођених људи у Енглеској који живе у Аустралији износио је 57.349. Од почетка колонијалне ере до средине 20. века, велика већина насељеника у Аустралију била је са Британских острва, Енглези су били доминантна група, а затим и Ирци и Шкоти. До 1859. године, 2,2 милиона (73%) насељеника који су имигрирали у Аустралију били су Британци.
Аустралијци енглеског порекла су и највећа етничка група у Аустралији и највећи идентитет предака у аустралијском попису. У попису 2011. године, 7,2 милиона или 36,1% испитаника идентификовали су се као Енглези или као Енглези-Аустралијанци. Попис је такође документовао 910.000 становника Аустралије који су рођени у Енглеској. Енглески мигранти и енглески Аустралијанци били су далеко најутицајнија етничка група у колонијалној Аустралији. Оснивање Аустралије од стране енглеског народа и даље је евидентно у именима, зградама и распоредима улица, а 80% становништва говори енглески као матерњи језик.

### Нови Зеланд
| Година                          | Рођени у Енглеској | Процентуално |
| ------------------------------- | ------------------ | ------------ |
| 1851                            | -                  | 54.8%        |
| 1861                            | -                  | 36.5%        |
| 1871                            | 67,044             | 26.1%        |
| 1881                            | 119,224            | 24.33%       |
| 1901                            | 111,964            | 14.50%       |
| 1911                            | 133,811            | 13.28%       |
| 1916                            | 140,997            | 12.84%       |
| 1951                            | 154,869            | -            |
| 2001                            | 178,203            | -            |
| 2006                            | 202,401            | -            |
| 2013                            | 215,589            | 5.1%         |
| Извори: 1851-188119012001-2013: |                    |              |

Основна култура Новог Зеланда је несумњиво енглеска, с обзиром на снажну заступљеност миграционих токова средином и крајем 19. века. Енглеска компанија из 19. века "Новозеландска компанија" одиграла је кључну улогу у колонизацији Новог Зеланда. Компанија је формирана да спроведе принципе систематске колонизације коју је осмислио Едвард Гибон Вакефилд, који је предвидео стварање енглеског друштва на овом простору.